# Finnugor filmfesztivál
A finnugor filmfesztivál vagy FUFF egy észtországi filmfesztivál, amit 2014 óta rendeznek meg.
A fesztivál célja, hogy finnugor népek felkeltse az érdeklődést a finnugor játék- és experimentális filmek iránt. A filmek finnugor témákat mutatnak be, vagy finnugor nyelveken készültek.
A fesztiválnak 2014–2017 között a tsiistrei lenmúzeum adott otthont, 2018-tól a fesztivált Sännában rendezik meg.
A FUFF (Finnugor Film Alap) egyesület a fesztivál szervezője.
A rövidfilmek vetítése mellett különböző filmes képzéseket is tartanak a fesztivál ideje alatt.